# Skive Bibliotek
Skive Bibliotek dækker Skive Kommunes 48.356 indbyggere (pr. 1. januar 2008). Biblioteket består af nyt hovedbibliotek, en bogbus og “lånerriget” (Et mobilt biblotek i en ombygget skurvogn)
Arkitekt på det nye bibliotek er Arkitema. Biblioteket er tegnet som en del af det samlede kompleks med nyt rådhus & bibliotek. KPC-BYG A/S i Herning har været totalentreprenør for hele byggeriet. Biblioteket er indviet 14. september 2007.

## Historie
- 1878: Byens Læseselskab andrager byrådet om et tilskud på 50 kr. mod at overgive byen dets udcirkulerede bøger til et folkebibliotek. Byrådet vedtager i sit møde d. 4.12. at modtage tilbuddet, og biblioteket får til huse i lærerværelset i den gamle skole i Østergade.
- 1921: Biblioteket flytter ind i Norgaards børneasyl i Asylgade. Det bliver samtidig en selvejende institution.
- 1939 – 1966: Biblioteket er centralbibliotek for Salling og Fjends.
- 1961/62: Biblioteket flytter til sin 6. adresse – lokalerne på Posthustorvet.
- 1993: Biblioteket flytter til Asylgade.
- 2007: Biblioteket flytter til Østergade 25.

- Samlet udlån 2007: 528.768

- Samlet besøgstal 2007 Hovedbibliotek: 209.713

## Bogbusserne
I 1973 nedlægges 5 små deltidsfilialer og der indføres bogbusdrift. Den røde bus betjener 25 holdepladser rundt i den gamle Skive Kommune. Fra 1993 betjenes også den daværende Sundsøre Kommune.

### Rød bogbus
Den  røde bus er også bygget i Finland 2007-08 og taget i brug oktober 2008. Illustrationerne er udført af Esben Hanefelt Kristensen.

## Ekstern henvisning
- Skive Biblioteks hjemmeside

56°34′02″N 9°01′44″Ø / 56.567195°N 9.028752°Ø